# Ancistrocladus likoko
Espèce
Synonymes
- Ancistrocladus likoko J.Leonard (préféré par NCBI)[2]
- Ancistrocladus likoko[2]

Ancistrocladus likoko J. Léonard est une espèce de plantes à fleurs dicotylédones, du genre Ancistrocladus, de la famille des Ancistrocladaceae,.

## Description
C’est une liane, de 10 à 12 m de long, avec une tige de 3 à 5 cm de diamètre. Son habitat naturel se trouve dans les galeries forestières, les forêts marécageuses avec Cleistanthus mildbraedii et dans les forêts périodiquement inondées.
Elle est native du Congo et de la RD Congo,.